# Grand Prix Formule 1 van Mexico 1991

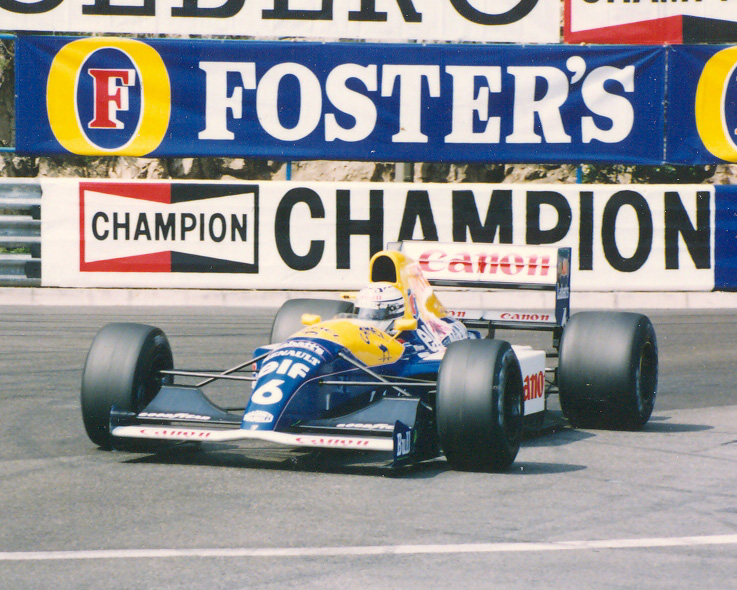
De Italiaan Riccardo Patrese, hier in actie tijdens de eerder verreden GP van Monaco, beschikte in Mexico over de langste adem en snelde naar de eerste zege voor Williams-Renault van het seizoen 1991.

De Grand Prix Formule 1 van Mexico 1991 werd gehouden op 16 juni 1991 in Mexico-Stad.

## Uitslag
| Positie | Nummer | Rijder             | Team                          | Ronden | Tijd/Opgave     | Startplaats | Punten |
| ------- | ------ | ------------------ | ----------------------------- | ------ | --------------- | ----------- | ------ |
| 1       | 6      | Riccardo Patrese   | Williams-Renault              | 67     | 1:29:52.205     | 1           | 10     |
| 2       | 5      | Nigel Mansell      | Williams-Renault              | 67     | + 1.336         | 2           | 6      |
| 3       | 1      | Ayrton Senna       | McLaren-Honda                 | 67     | + 57.356        | 3           | 4      |
| 4       | 33     | Andrea de Cesaris  | Jordan-Ford                   | 66     | + 1 Ronde       | 11          | 3      |
| 5       | 19     | Roberto Moreno     | Benetton-Ford                 | 66     | + 1 Ronde       | 9           | 2      |
| 6       | 29     | Eric Bernard       | Lola-Ford                     | 66     | + 1 Ronde       | 23          | 1      |
| 7       | 24     | Gianni Morbidelli  | Minardi-Ferrari               | 66     | + 1 Ronde       | 14          |        |
| 8       | 25     | Thierry Boutsen    | Ligier-Lamborghini            | 65     | + 2 Rondes      | 10          |        |
| 9       | 11     | Mika Häkkinen      | Lotus-Judd                    | 65     | + 2 Rondes      | 24          |        |
| 10      | 12     | Johnny Herbert     | Lotus-Judd                    | 65     | + 2 Rondes      | 25          |        |
| 11      | 4      | Stefano Modena     | Tyrrell-Honda                 | 65     | + 2 Rondes      | 8           |        |
| 12      | 3      | Satoru Nakajima    | Tyrrell-Honda                 | 64     | + 3 Rondes      | 13          |        |
| NF      | 8      | Mark Blundell      | Brabham-Yamaha                | 54     | Motor           | 12          |        |
| NF      | 32     | Bertrand Gachot    | Jordan-Ford                   | 51     | Spin            | 20          |        |
| NF      | 30     | Aguri Suzuki       | Lola-Ford                     | 48     | Versnellingsbak | 19          |        |
| NF      | 20     | Nelson Piquet      | Benetton-Ford                 | 44     | Wiellager       | 6           |        |
| NF      | 28     | Jean Alesi         | Ferrari                       | 42     | Koppeling       | 4           |        |
| NF      | 22     | Jyrki Järvilehto   | Dallara-Judd                  | 30     | Motor           | 16          |        |
| NF      | 9      | Michele Alboreto   | Arrows-Porsche                | 24     | Motor           | 26          |        |
| NF      | 7      | Martin Brundle     | Brabham-Yamaha                | 20     | Wiel            | 17          |        |
| NF      | 16     | Ivan Capelli       | Leyton House-Ilmor            | 19     | Motor           | 22          |        |
| NF      | 27     | Alain Prost        | Ferrari                       | 16     | Alternator      | 7           |        |
| NF      | 15     | Mauricio Gugelmin  | Leyton House-Ilmor            | 15     | Motor           | 18          |        |
| NF      | 14     | Olivier Grouillard | Fondmetal-Ford                | 13     | Motor           | 21          |        |
| NF      | 2      | Gerhard Berger     | McLaren-Honda                 | 5      | Motor           | 5           |        |
| NF      | 23     | Pierluigi Martini  | Minardi-Ferrari               | 4      | Spin            | 15          |        |
| NQ      | 26     | Érik Comas         | Ligier-Lamborghini            |        |                 |             |        |
| NQ      | 17     | Gabriele Tarquini  | AGS-Ford                      |        |                 |             |        |
| NQ      | 10     | Stefan Johansson   | Arrows-Porsche                |        |                 |             |        |
| NQ      | 18     | Fabrizio Barbazza  | AGS-Ford                      |        |                 |             |        |
| PQ      | 34     | Nicola Larini      | Modena Lamborgini-Lamborghini |        |                 |             |        |
| PQ      | 35     | Eric van de Poele  | Modena Lamborgini-Lamborghini |        |                 |             |        |
| PQ      | 31     | Pedro Chaves       | Coloni-Ford                   |        |                 |             |        |
| PQ      | 21     | Emanuele Pirro     | Dallara-Judd                  |        |                 |             |        |

## Wetenswaardigheden
- Andrea de Cesaris duwde zijn wagen over de finishlijn, werd gediskwalificeerd, maar later opnieuw opgenomen in de uitslag.

## Statistieken
| Pole-position | Riccardo Patrese | Williams-Renault | 1:16.696 |
| Snelste ronde | Nigel Mansell    | Williams-Renault | 1:16.788 |

## Noot
- Dit was de vijfde pole position voor Riccardo Patrese.

1962 · 1963 · 1964 · 1965 · 1966 · 1967 · 1968 · 1969 · 1970 · 1986 · 1987 · 1988 · 1989 · 1990 · 1991 · 1992 · 2015 · 2016 · 2017 · 2018 · 2019